# سیارک ۱۸۳۹
سیارک ۱۸۳۹ (به انگلیسی: 1839 Ragazza، نامگذاری:1971UF) هزار و هشتصد و سی و نهمین سیارک کشف شده‌است که در ۲۰ اکتبر ۱۹۷۱ کشف شد.
قدر مطلق سیارک برابر ۱۱٫۸۰ است.